# Tadeusz Julian Nalepa
Tadeusz Julian Nalepa (ur. 29 maja 1894, zm. 19 stycznia 1985 w Manchesterze) – podpułkownik dyplomowany kawalerii Wojska Polskiego.

## Życiorys
Tadeusz Julian Nalepa urodził się 29 maja 1894 roku. Uczestniczył w I wojnie światowej i wojnie z bolszewikami. W listopadzie 1920 roku objął dowództwo 1 szwadronu 22 pułku Ułanów Podkarpackich.
3 maja 1922 roku został zweryfikowany w stopniu rotmistrza ze starszeństwem z dniem 1 czerwca 1919 roku i 359. lokatą w korpusie oficerów jazdy (od 1924 roku - korpusie oficerów kawalerii). Od zakończenia działań wojennych do wiosny 1926 roku pełnił służbę w 22 pułku ułanów w Radymnie. 11 marca 1926 roku został przeniesiony do dowództwa 6 Samodzielnej Brygadzie Kawalerii w Stanisławowie na stanowisko I oficera sztabu. 25 sierpnia 1926 roku otrzymał przeniesienie do 22 pułku ułanów w Brodach. Z dniem 2 listopada 1926 roku został przydzielony do Wyższej Szkoły Wojennej w Warszawie w charakterze słuchacza Kursu Normalnego z jednoczesnym przeniesieniem do kadry oficerów kawalerii.
Z dniem 31 października 1928 roku, po ukończeniu kursu i otrzymaniu dyplomu naukowego oficera Sztabu Generalnego, został przeniesiony służbowo do dowództwa 9 Samodzielnej Brygady Kawalerii w Baranowiczach na stanowisko oficera sztabu. 2 kwietnia 1929 roku został awansowany na majora ze starszeństwem z dniem 1 stycznia 1929 roku i 16. lokatą w korpusie oficerów kawalerii. 23 grudnia 1929 roku został zatwierdzony na stanowisku szefa sztabu Brygady Kawalerii „Baranowicze”. Pełniąc służbę sztabową występował w barwach 22 pułku ułanów. Z dniem 1 listopada 1930 roku został przeniesiony do Oddziału IV Sztabu Głównego w Warszawie na stanowisko referenta. 28 stycznia 1931 roku otrzymał przeniesienie do Dowództwa Okręgu Korpusu Nr I w Warszawie. 23 marca 1932 roku został przeniesiony do Korpusu Ochrony Pogranicza na stanowisko Inspektora Środkowej Grupy Szwadronów KOP. W 1934 roku został przeniesiony do 4 pułku strzelców konnych w Płocku na stanowisko zastępcy dowódcy pułku. Na podpułkownika został awansowany ze starszeństwem z dniem 19 marca 1937 roku i 5. lokatą w korpusie oficerów kawalerii. W 1938 roku został szefem sztabu Krakowskiej Brygady Kawalerii w Krakowie. Na tym stanowisku walczył w kampanii wrześniowej 1939 roku.
W latach 1939–1945 przebywał w niewoli niemieckiej, między innymi w Oflagu VII A Murnau. 29 kwietnia 1945 roku, po uwolnieniu z niewoli, został przyjęty do 2 Korpusu Polskiego i przydzielony do Kwatery Głównej 3 Brygady Strzelców Karpackich. W 1947 roku, po demobilizacji, pozostał na emigracji w Wielkiej Brytanii. Zmarł 19 stycznia 1985 roku w Manchesterze. Pochowany na cmentarzu południowym w Manchesterze.

## Ordery i odznaczenia
- Złoty Krzyż Zasługi
- Medal Niepodległości (20 stycznia 1931)[21]
- Medal 10 Rocznicy Wojny Niepodległościowej (Łotwa, 1929)[22]